# VIPR1
Receptor vazoaktivnog intestinalnog peptida 1 (VPAC1) je protein koji je kod ljudi kodiran VIPR1 genom. 1 je izražen u mozgu (cerebralni korteks, hiokampus, amigdala), plućima, prostati, perifernim krvnim leukocitima, jetri, tankim crevima, srcu, slezini, posteljici, bubrezima, grudnoj žlezdi i testisima.

## Function
1 je receptor za neuropeptid vazoaktivni intestinalni peptid (VIP). Taj peptid učestvuje u relaksaciji glatkih mišića, egzokrinoj i endokrinoj sekreciji, i protoku vode i jona u plućima i intestinalnom epitelnom tkivu. Njegovo dejstvo se ispoljava putem integralnih membranskih receptora asociranih sa G proteinima koji aktiviraju adenilat ciklazu.
VIP deluje na autokrini način putem VPAC11 da inhibira proliferaciju megakariocita i indukuje formiranje protrombocita.

## Literatura
- „Quaternary structure of rabbit skeletal muscle glycogen synthetase” [Quaternary structure of rabbit skeletal muscle glycogen synthetase]. Doklady Akademii Nauk SSSR. 222 (4): 997—1000. 1975. PMID 807467.
- Sreedharan SP, Huang JX, Cheung MC, Goetzl EJ (1995). „Structure, expression, and chromosomal localization of the type I human vasoactive intestinal peptide receptor gene”. Proc. Natl. Acad. Sci. U.S.A. 92 (7): 2939—43. PMC 42334 . PMID 7708752. doi:10.1073/pnas.92.7.2939.
- Couvineau A; Gaudin P; Maoret JJ;  . (1995). „Highly conserved aspartate 68, tryptophane 73 and glycine 109 in the N-terminal extracellular domain of the human VIP receptor are essential for its ability to bind VIP”. Biochem. Biophys. Res. Commun. 206 (1): 246—52. PMID 7818527. doi:10.1006/bbrc.1995.1034.
- Gagnon AW, Aiyar N, Elshourbagy NA (1994). „Molecular cloning and functional characterization of a human liver vasoactive intestinal peptide receptor”. Cell. Signal. 6 (3): 321—33. PMID 7917790. doi:10.1016/0898-6568(94)90037-X.
- Sreedharan SP; Patel DR; Xia M;  . (1994). „Human vasoactive intestinal peptide1 receptors expressed by stable transfectants couple to two distinct signaling pathways”. Biochem. Biophys. Res. Commun. 203 (1): 141—8. PMID 8074647. doi:10.1006/bbrc.1994.2160.
- Couvineau A; Rouyer-Fessard C; Darmoul D;  . (1994). „Human intestinal VIP receptor: cloning and functional expression of two cDNA encoding proteins with different N-terminal domains”. Biochem. Biophys. Res. Commun. 200 (2): 769—76. PMID 8179610. doi:10.1006/bbrc.1994.1517.
- Moody TW; Zia F; Draoui M;  . (1993). „A vasoactive intestinal peptide antagonist inhibits non-small cell lung cancer growth”. Proc. Natl. Acad. Sci. U.S.A. 90 (10): 4345—9. PMC 46507 . PMID 8389448. doi:10.1073/pnas.90.10.4345.
- Sreedharan SP, Patel DR, Huang JX, Goetzl EJ (1993). „Cloning and functional expression of a human neuroendocrine vasoactive intestinal peptide receptor”. Biochem. Biophys. Res. Commun. 193 (2): 546—53. PMID 8390245. doi:10.1006/bbrc.1993.1658.
- Couvineau A; Fabre C; Gaudin P;  . (1996). „Mutagenesis of N-glycosylation sites in the human vasoactive intestinal peptide 1 receptor. Evidence that asparagine 58 or 69 is crucial for correct delivery of the receptor to plasma membrane”. Biochemistry. 35 (6): 1745—52. PMID 8639654. doi:10.1021/bi952022h.
- Pozo D, Guerrero JM, Segura JJ, Calvo JR (1997). „Thymosin alpha 1 interacts with the VIP receptor-effector system in rat and mouse immunocompetent cells”. Immunopharmacology. 34 (2–3): 113—23. PMID 8886855. doi:10.1016/0162-3109(96)00131-2.
- Couvineau A; Maoret JJ; Rouyer-Fessard C;  . (1999). „Cloning and functional characterization of the human VIP1/PACAP receptor promoter”. Ann. N. Y. Acad. Sci. 865: 59—63. PMID 9927997. doi:10.1111/j.1749-6632.1998.tb11163.x.
- Knudsen SM, Tams JW, Wulff BS, Fahrenkrug J (1999). „Importance of conserved cysteines in the extracellular loops of human PACAP/VIP1 receptor for ligand binding and stimulation of cAMP production”. Ann. N. Y. Acad. Sci. 865: 259—65. PMID 9928020. doi:10.1111/j.1749-6632.1998.tb11186.x.
- Marie J; Wakkach A; Coudray A;  . (1999). „Functional expression of receptors for calcitonin gene-related peptide, calcitonin, and vasoactive intestinal peptide in the human thymus and thymomas from myasthenia gravis patients”. J. Immunol. 162 (4): 2103—12. PMID 9973484.
- Mimuro H; Suzuki T; Suetsugu S;  . (2000). „Profilin is required for sustaining efficient intra- and intercellular spreading of Shigella flexneri”. J. Biol. Chem. 275 (37): 28893—901. PMID 10867004. doi:10.1074/jbc.M003882200.
- Nicole P; Maoret JJ; Couvineau A;  . (2000). „Tryptophan 67 in the human VPAC(1) receptor: crucial role for VIP binding”. Biochem. Biophys. Res. Commun. 276 (2): 654—9. PMID 11027527. doi:10.1006/bbrc.2000.3375.
- Bajo AM; Juarranz MG; Valenzuela P;  . (2001). „Expression of vasoactive intestinal peptide (VIP) receptors in human uterus”. Peptides. 21 (9): 1383—8. PMID 11072126. doi:10.1016/S0196-9781(00)00282-5.
- Lara-Marquez M; O'Dorisio M; O'Dorisio T;  . (2001). „Selective gene expression and activation-dependent regulation of vasoactive intestinal peptide receptor type 1 and type 2 in human T cells”. J. Immunol. 166 (4): 2522—30. PMID 11160313.
- Martin Shreeve S (2002). „Identification of G-proteins coupling to the vasoactive intestinal peptide receptor VPAC(1) using immunoaffinity chromatography: evidence for precoupling”. Biochem. Biophys. Res. Commun. 290 (4): 1300—7. PMID 11812005. doi:10.1006/bbrc.2002.6342.
- Dorsam G, Goetzl EJ (2002). „Vasoactive intestinal peptide receptor-1 (VPAC-1) is a novel gene target of the hemolymphopoietic transcription factor Ikaros”. J. Biol. Chem. 277 (16): 13488—93. PMID 11812772. doi:10.1074/jbc.M107922200.
- Branch DR; Valenta LJ; Yousefi S;  . (2002). „VPAC1 is a cellular neuroendocrine receptor expressed on T cells that actively facilitates productive HIV-1 infection”. AIDS. 16 (3): 309—19. PMID 11834941. doi:10.1097/00002030-200202150-00001.